# Leiurus kuwaiti
Espèce
Leiurus kuwaiti est une espèce de scorpions de la famille des Buthidae.

## Distribution
Cette espèce est endémique du Koweït.

## Description
La femelle holotype mesure 75,0 mm.

## Étymologie
Son nom d'espèce lui a été donné en référence au lieu de sa découverte, le Koweït.

## Publication originale
- Lourenço, 2020 : « First record and description of a new species of Leiurus Ehrenberg from Kuwait (Scorpiones: Buthidae). » Serket, vol. 17, no 2, p. 143-149.